# Assat
Pour les articles homonymes, voir Assat.
Assat [asat] est une commune française, située dans le département des Pyrénées-Atlantiques en région Nouvelle-Aquitaine.

## Géographie

### Localisation
La commune d'Assat se trouve dans le département des Pyrénées-Atlantiques, en région Nouvelle-Aquitaine.
Elle se situe à 9 km par la route de Pau, préfecture du département, et à 10 km de Nay, bureau centralisateur du canton d'Ouzom, Gave et Rives du Neez dont dépend la commune depuis 2015 pour les élections départementales.
La commune fait en outre partie du bassin de vie de Pau.
Les communes les plus proches sont : 
Narcastet (1,6 km), Meillon (2,1 km), Bordes (2,1 km), Baliros (2,4 km), Rontignon (2,8 km), Aressy (3,6 km), Pardies-Piétat (4,0 km), Angaïs (4,1 km).
Sur le plan historique et culturel, Assat fait partie de la province du Béarn, qui fut également un État et qui présente une unité historique et culturelle à laquelle s’oppose une diversité frappante de paysages au relief tourmenté.

### Communes limitrophes
Assat est limitrophe de six communes :
Les communes limitrophes sont Baliros, Bordes, Lée, Meillon, Narcastet et Ousse.
|           | Lée     | Ousse  |
| Meillon   | Assat   |        |
| Narcastet | Baliros | Bordes |

### Paysages et reliefs
Le village d’Assat est bâti en bordure du lit majeur du gave de Pau sur la terrasse de la rive droite. Il se situe à l’étranglement aval de la Batbielle (ou plaine de Nay), la plaine alluviale qui court, entre les coteaux depuis Coarraze, étranglement bordé au nord par le coteau du bois de Bordes et au sud, rive gauche, par le coteau de Narcastet. Ces deux coteaux ont été fortifiés à diverses époques (castéra d’Assat et chapelle de Saint-Ambroise).
Le territoire d’Assat est bordé au sud par la zone des saligues du lit majeur du gave. On trouve ensuite une zone sensiblement horizontale établie sur la nappe alluviale correspondant à la dernière glaciation (Würm), nappe bordée au nord par le cours du Lagoin. Cette plaine est une zone agricole et maraîchère fertile.
Au nord du Lagoin, le territoire d’Assat occupe la zone des coteaux, entre la plaine du gave et celle de l’Ousse : ce sont d’anciennes nappes alluviales correspondant à des lits successifs du gave de Pau, disséquées au cours des divers âges glaciaires, vallonnées, entaillées d’une petite vallée (celle de l’Arrebigne, affluent du Lagoin sur sa rive droite). Les sols sont des alluvions à très gros galets et matrice argileuse, donnant des sols moins fertiles et partiellement boisés. La hauteur du bois d’Assat forme une colline bien identifiable dans le paysage dominant les vallées de l’Ousse au nord et du gave au sud.
Le paysage de la plaine du gave a été profondément transformé par les opérations de rectification du Lagoin puis de remembrement, dans les années 1980 et de construction de la voie rapide de Pau à Nay et Lestelle-Bétharram. L’ancien bocage coupé de haies est maintenant une plaine agricole « nue » vouée à la culture du maïs et, toujours, au maraîchage. L’extension des lotissements et des zones artisanales fait perdre de plus en plus son caractère rural au village d’Assat.

### Hydrographie
La commune est drainée par le gave de Pau, le Lagoin, le canal du Lagoin, Canal du Moulin, le ruisseau Merdé, un bras du Lagoin, L'Arrebigne, et par divers petits cours d'eau, constituant un réseau hydrographique de 14 km de longueur totale,.
Le gave de Pau, d'une longueur totale de 192,8 km, prend sa source dans la commune de Gavarnie-Gèdre et s'écoule du sud-est vers le nord-ouest. Il traverse la commune et se jette dans l'Adour à Saint-Laurent-de-Gosse, après avoir traversé 88 communes.
Le Lagoin, d'une longueur totale de 28,7 km, prend sa source dans la commune de Saint-Vincent et s'écoule du sud-est vers le nord-ouest. Il traverse la commune et se jette dans le gave de Pau à Bizanos, après avoir traversé 13 communes.
Le canal du Lagoin, d'une longueur totale de 14,9 km, prend sa source dans la commune de Coarraze et s'écoule du sud-est vers le nord-ouest. Il traverse la commune et se jette dans le gave de Pau à Meillon, après avoir traversé 8 communes.

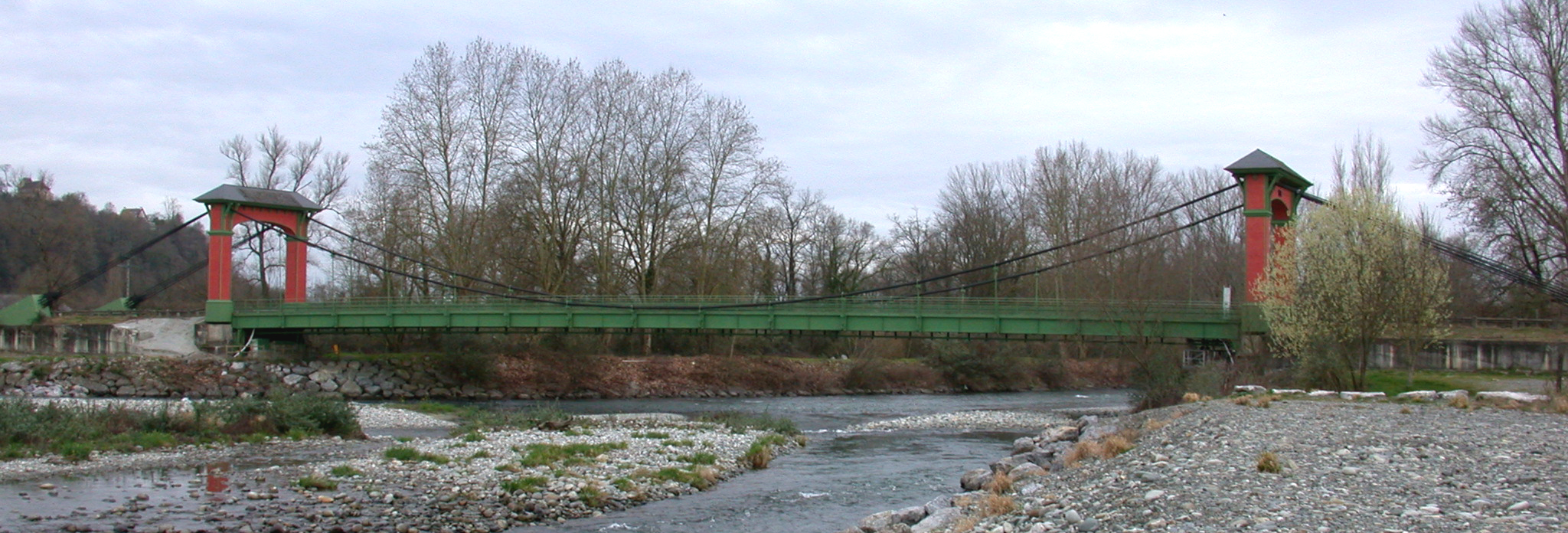
Le pont suspendu d'Assat
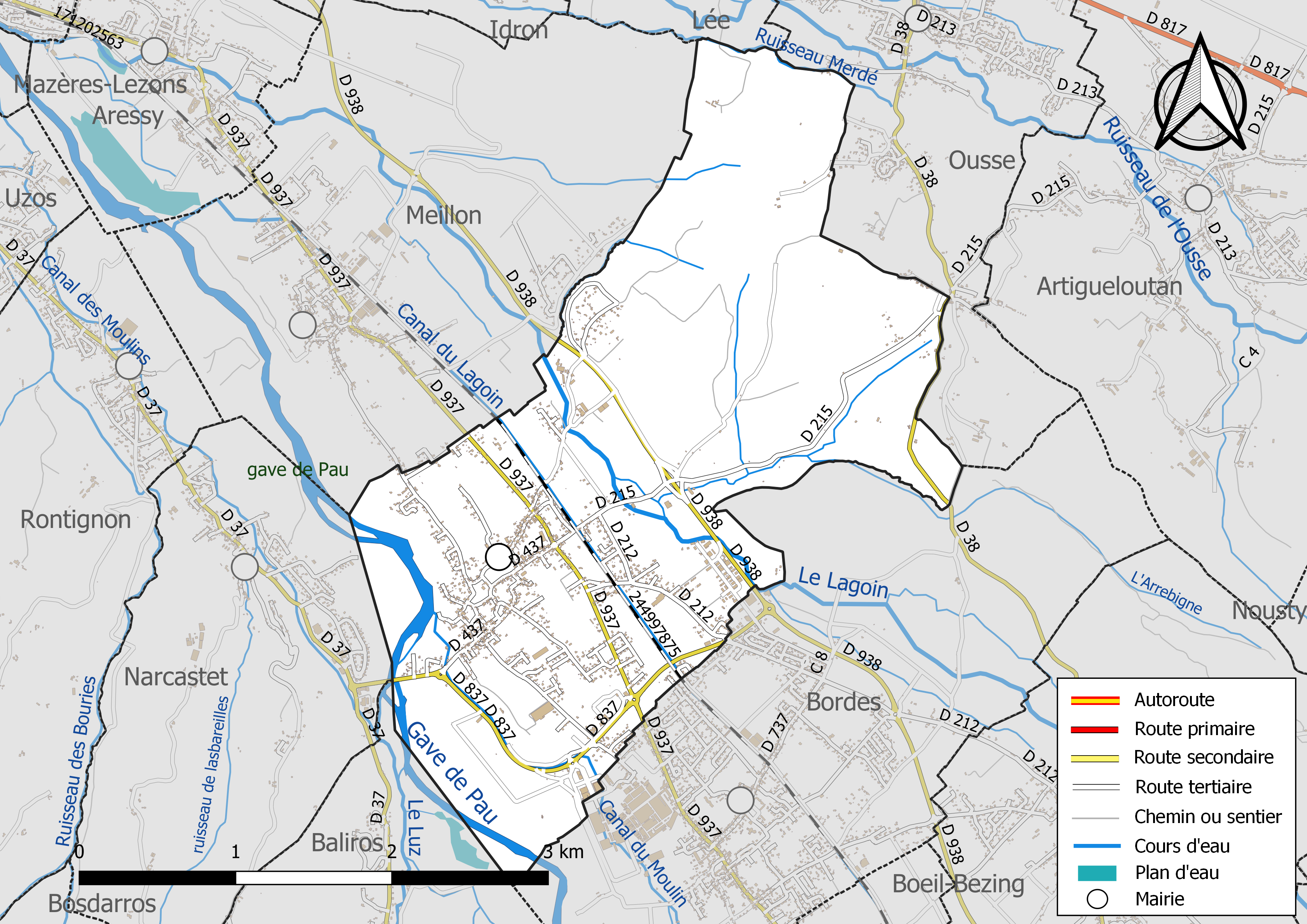
Réseaux hydrographique et routier d'Assat

### Climat
Pour des articles plus généraux, voir Climat de la Nouvelle-Aquitaine et Climat des Pyrénées-Atlantiques.
Historiquement, la commune est exposée à un climat de montagne.  
En 2020, Météo-France publie une typologie des climats de la France métropolitaine dans laquelle la commune est toujours exposée à un climat de montagne et est dans la région climatique Pyrénées atlantiques, caractérisée par une pluviométrie élevée (>1 200 mm/an) en toutes saisons, des hivers très doux (7,5 °C en plaine) et des vents faibles.
Pour la période 1971-2000, la température annuelle moyenne est de 13,1 °C, avec une amplitude thermique annuelle de 14,3 °C. Le cumul annuel moyen de précipitations est de 1 363 mm, avec 11,4 jours de précipitations en janvier et 9 jours en juillet. Pour la période 1991-2020, la température moyenne annuelle observée sur la station météorologique la plus proche, située sur la commune de Bénéjacq à 10 km à vol d'oiseau, est de 13,4 °C et le cumul annuel moyen de précipitations est de 1 244,1 mm,. Pour l'avenir, les paramètres climatiques de la commune estimés pour 2050 selon différents scénarios d’émission de gaz à effet de serre sont consultables sur un site dédié publié par Météo-France en novembre 2022.

### Milieux naturels

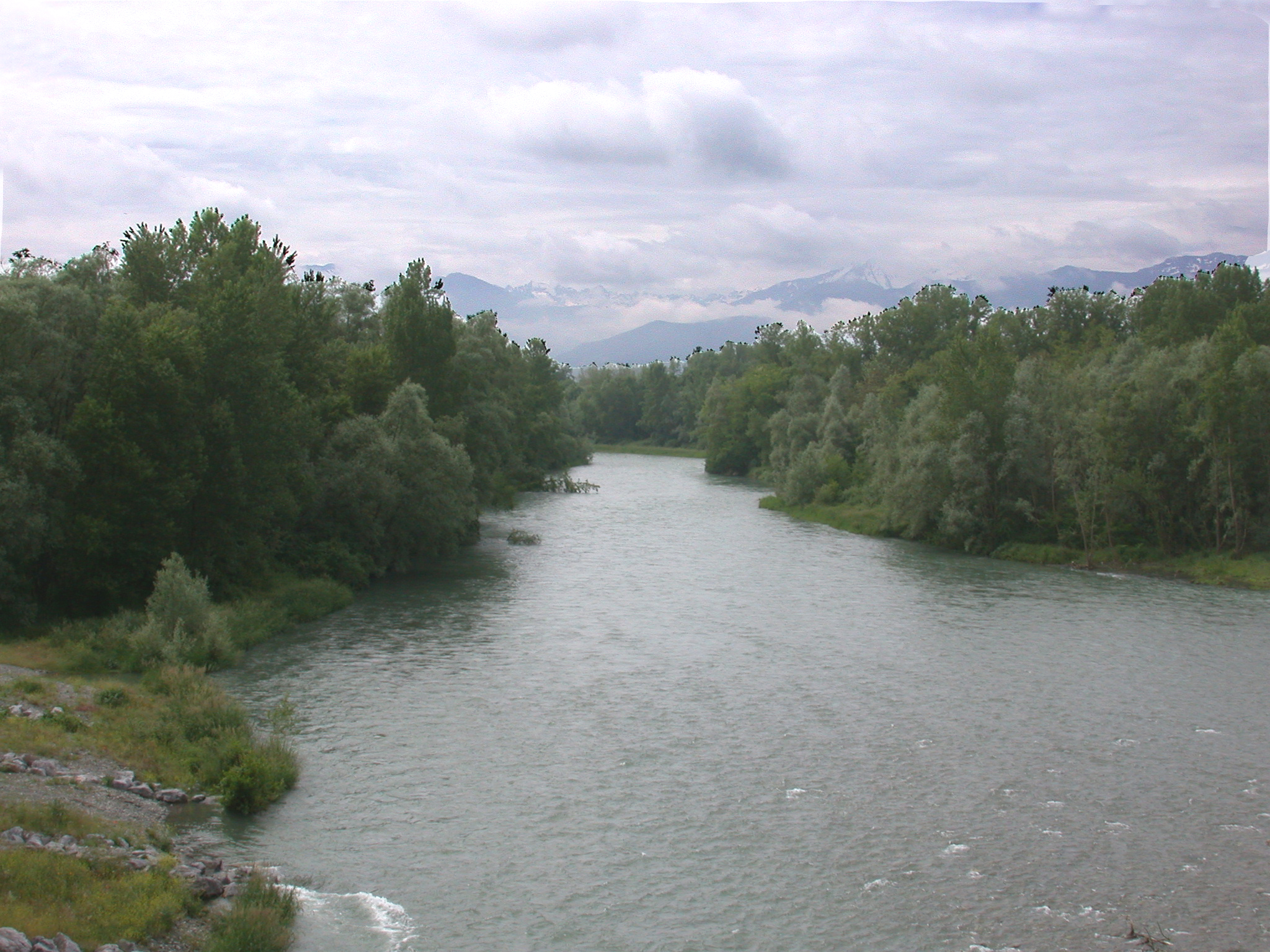
Le gave et la saligue vus du pont d'Assat.

Les rives du gave et ses saligues constituent une zone naturelle pratiquée par les pêcheurs, les promeneurs (sentiers aménagés) et les amateurs de sport d'eau vive (avec le « saut d'Assat » en aval du pont).
Les coteaux et le vallon de l'Arrebigne ont gardé un aspect rural, forestier et bocager et sont traversés par des itinéraires de promenade balisés, face à la chaîne des Pyrénées.
Les rives du Lagoin offrent un paysage de rivière aménagée et arborée au milieu d'un territoire agricole plus ouvert.
Au nord, le territoire est traversé par le chemin Henri-IV, chemin de randonnée qui relie le château de Franqueville à Bizanos, près de Pau (Pyrénées-Atlantiques) au lac de Lourdes (Hautes-Pyrénées).

## Urbanisme

### Typologie
Au 1er janvier 2024, Assat est catégorisée petite ville, selon la nouvelle grille communale de densité à sept niveaux définie par l'Insee en 2022.
Elle appartient à l'unité urbaine de Pau, une agglomération intra-départementale regroupant 55  communes, dont elle est une commune de la banlieue,,. Par ailleurs la commune fait partie de l'aire d'attraction de Pau, dont elle est une commune de la couronne,. Cette aire, qui regroupe 227 communes, est catégorisée dans les aires de 200 000 à moins de 700 000 habitants,.

### Occupation des sols

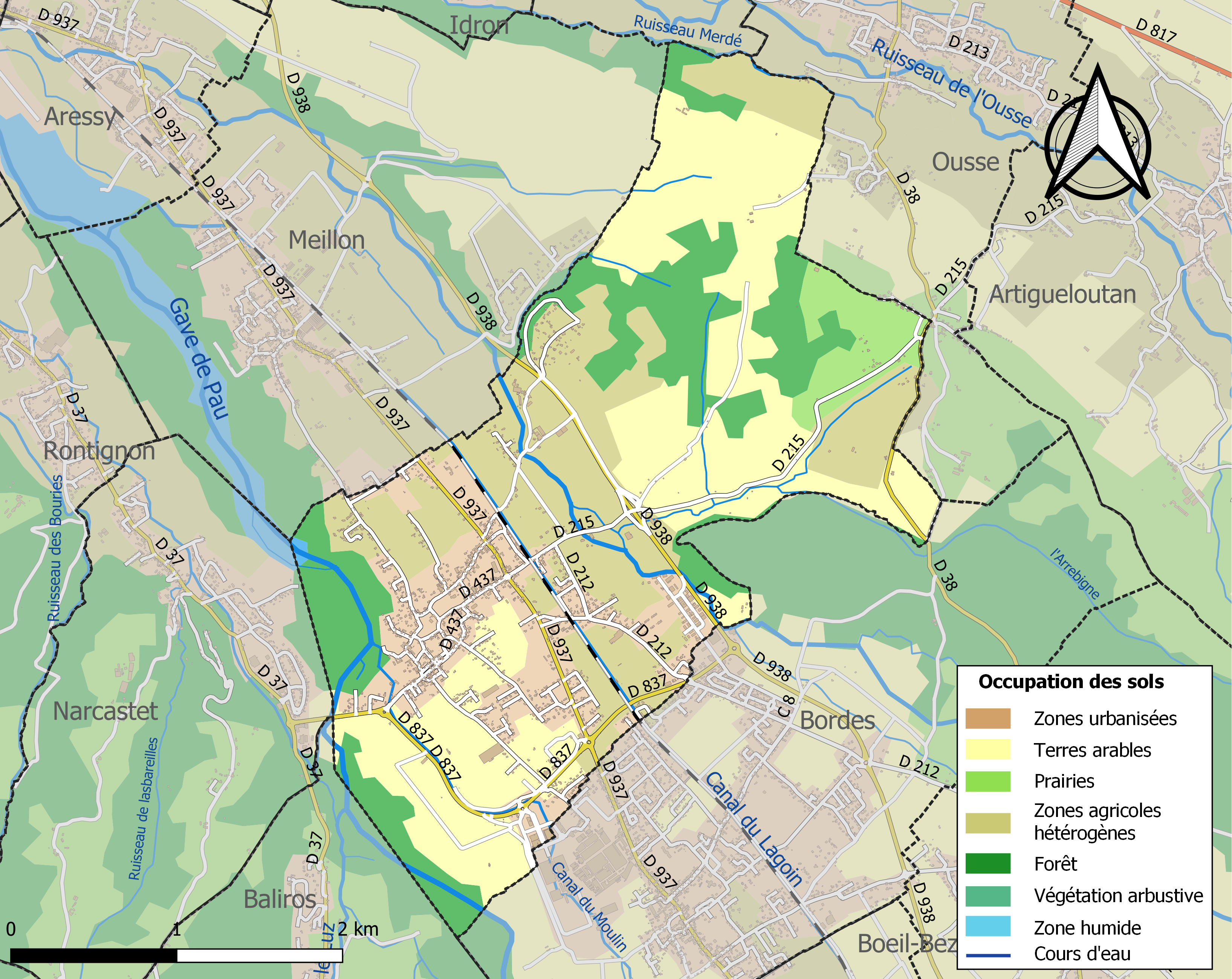
Carte des infrastructures et de l'occupation des sols de la commune en 2018 (CLC).

L'occupation des sols de la commune, telle qu'elle ressort de la base de données européenne d’occupation biophysique des sols Corine Land Cover (CLC), est marquée par l'importance des territoires agricoles (66,2 % en 2018), en diminution par rapport à 1990 (74,2 %). La répartition détaillée en 2018 est la suivante : 
terres arables (34,7 %), zones agricoles hétérogènes (27,3 %), forêts (17,9 %), zones urbanisées (14,9 %), prairies (4,2 %), zones industrielles ou commerciales et réseaux de communication (0,8 %), eaux continentales (0,1 %). L'évolution de l’occupation des sols de la commune et de ses infrastructures peut être observée sur les différentes représentations cartographiques du territoire : la carte de Cassini (XVIIIe siècle), la carte d'état-major (1820-1866) et les cartes ou photos aériennes de l'IGN pour la période actuelle (1950 à aujourd'hui).

### Lieux-dits et hameaux
Jusqu'à la fin du XIXe siècle, la presque totalité des habitations d'Assat se regroupait dans le bourg lui-même, autour de l'église et du château. Deux propriétés bâties isolées existaient alors : la gentilhommière de Lanusse d'Assat - devenue propriété Marsan - dans les coteaux, au nord-est et la propriété dite de Secretary (ou le Secrétaire), près de Ousse, au-delà des coteaux. À la fin du XIXe siècle, la villa Daran fut construite légèrement à l'écart du bourg, vers l'ouest.
Le quartier bâti au nord-ouest fut le quartier de la Judée - sans que l'on puisse expliquer cette appellation. Quant aux hauteurs d'Assat, dans la zone des coteaux, c'est de tout temps le bois d'Assat. Un lieu-dit Clerguet à l'est du bois d'Assat est peut-être une confusion avec un ancien fief nommé Clerguet, tout proche, sur le territoire d'Artigueloutan.
Enfin, les zones inondables autour du gave sont traditionnellement la saligue.
Les écarts sont de création récente et dus à l'urbanisation grandissante des environs de Pau. Deux quartiers se sont développés à l'écart du village : le quartier Laforgue ou de lous mats comprenant une quarantaine de nouvelles constructions au nord de la voie rapide et le hameau d'Ousse avec une quinzaine d'habitations plus ou moins dispersées le long de chemins communaux ou de routes départementales.
Géoportail relève les lieux-dits suivants :
- Bayne[21]
- Bois d'Assat[21]
- Bouriat[21]
- Cardède[21]
- Clerguet[21]
- le hameau d'Ousse[21]
- la Judée[21]
- Marsan[21]
- Lous Mats[21]
- le Moulin Moura[21]
- le Moulin Pinat[21]
- Pont d'Assat[21]
- Château Ribère[21]
- Ruchelle[21]
- Sauré[21]
- le Secrétaire[21]
- Moulin Taillades[21]
- Vignau[21]

### Voies de communication et transports
Assat est desservie par la route départementale 937 de Pau à Nay, doublée par la voie rapide D 938. L’agglomération est également accessible par le pont d'Assat reliant les deux rives du gave et par la départementale assurant, vers le nord, la liaison avec la plaine de l’Ousse et la route de Pau à Tarbes. Les routes départementales 212, 437 et 837 traversent également le territoire de la commune.
La voie ferrée de Pau à Lourdes et Tarbes dessert Assat (ligne de Toulouse à Bayonne. La gare, autrefois active (silos à maïs et manutention des explosifs destinés au camp militaire d’Idron) ne sert plus que de halte.
Le gave qui fut une voie de transport encore au XIXe siècle (radeaux de bois) n’est plus qu’une rivière toujours mal maîtrisée (divagations du lit mineur, surcreusement causé par l’extraction trop intense des sables et graviers au niveau d’Aressy, en aval). Une partie du village est en zone inondable.

### Risques majeurs
Le territoire de la commune d'Assat est vulnérable à différents aléas naturels : météorologiques (tempête, orage, neige, grand froid, canicule ou sécheresse), inondations et séisme (sismicité moyenne). Il est également exposé à un risque technologique,  le transport de matières dangereuses. Un site publié par le BRGM permet d'évaluer simplement et rapidement les risques d'un bien localisé soit par son adresse soit par le numéro de sa parcelle.

#### Risques naturels
La commune fait partie du territoire à risques importants d'inondation (TRI) de Pau, regroupant 34 communes concernées par un risque de débordement du gave de Pau, un des 18 TRI qui ont été arrêtés fin 2012 sur le bassin Adour-Garonne. Les événements antérieurs à 2014 les plus significatifs sont les crues de 1800, crue la plus importante enregistrée à Orthez (H = 15,42 m au pont d'Orthez), du 23 juin 1875, exceptionnelle par son ampleur géographique, des 27 et 28 octobre 1937, la plus grosse crue enregistrée à Lourdes depuis 1875, du 3 février 1952, du 27 janvier 1972 (10,46 m à Orthez pour Q = 725 m3/s), du 28 novembre 1974, du 1er juin 1978 (3,40 m à Rieulhès pour Q = 504 m3/s) et du 19 juin 2013. Des cartes des surfaces inondables ont été établies pour trois scénarios : fréquent (crue de temps de retour de 10 ans à 30 ans), moyen (temps de retour de 100 ans à 300 ans) et extrême (temps de retour de l'ordre de 1 000 ans, qui met en défaut tout système de protection). La commune a été reconnue en état de catastrophe naturelle au titre des dommages causés par les inondations et coulées de boue survenues en 1982, 1993, 2008, 2009, 2013 et 2014 et au titre des inondations par remontée de nappe en 2013 et 2014,.

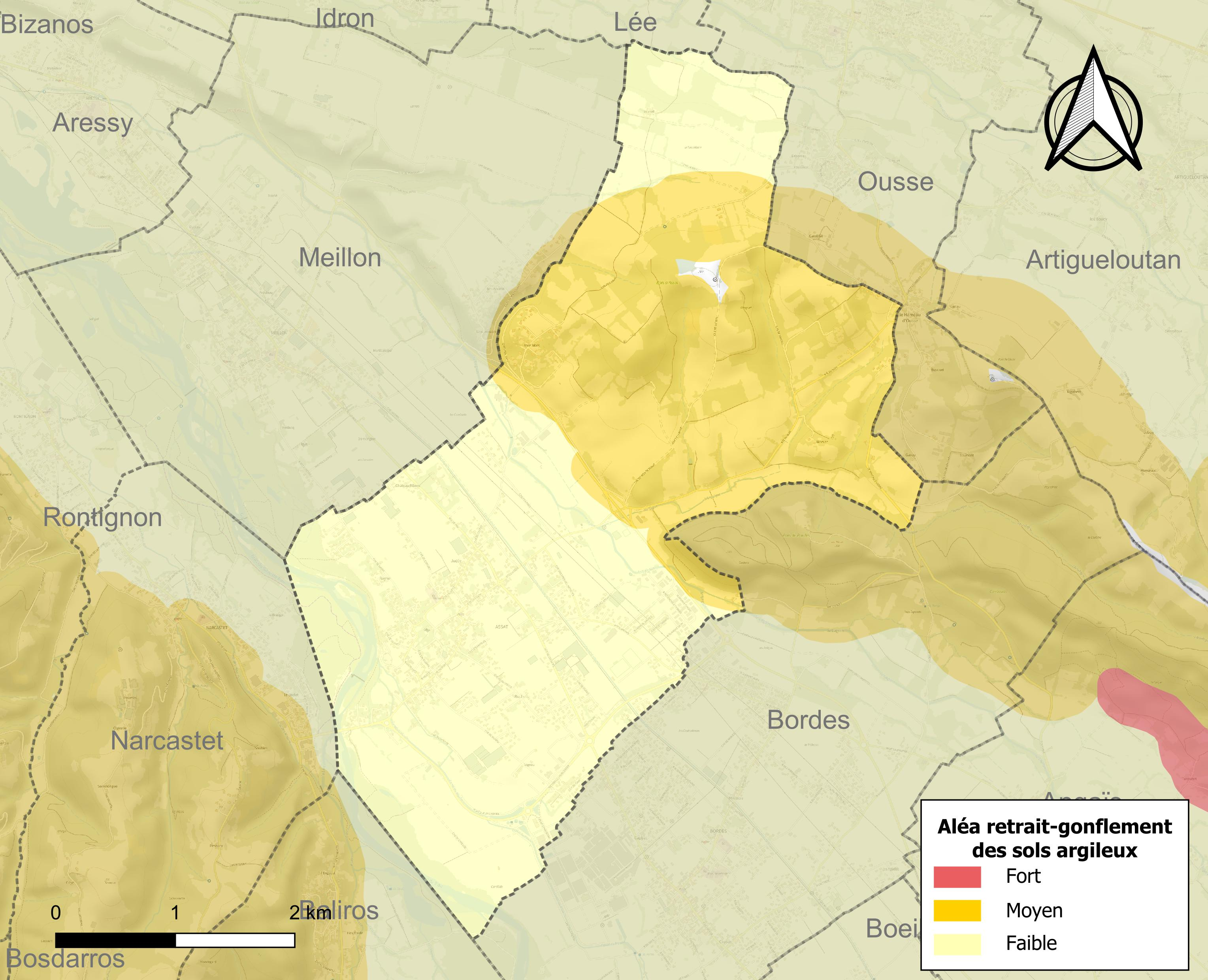
Carte des zones d'aléa retrait-gonflement des sols argileux d'Assat.

Le retrait-gonflement des sols argileux est susceptible d'engendrer des dommages importants aux bâtiments en cas d’alternance de périodes de sécheresse et de pluie. 41,2 % de la superficie communale est en aléa moyen ou fort (59 % au niveau départemental et 48,5 % au niveau national). Depuis le 1er octobre 2020, en application de la loi ELAN, différentes contraintes s'imposent aux vendeurs, maîtres d'ouvrages ou constructeurs de biens situés dans une zone classée en aléa moyen ou fort,.
Concernant les mouvements de terrains, la commune a été reconnue en état de catastrophe naturelle au titre des dommages causés par des mouvements de terrain en 2013.

## Toponymie
Le toponyme Assat est attesté dès le début du XIIe siècle, succédant aux graphies antérieures 
Assal et 
Assag (980, cartulaire de Lescar). On trouve également les formes 
Assat (1110, cartulaire de Lescar et 1115, titres de Gabas), 
Assad (XIIe siècle, titres de Gabas), 
Assatum (1434, cartulaire du château de Pau) et 
Assat sur la carte de Cassini (fin XVIIIe siècle).
En béarnais la commune se nomme Assat [as.ˈsat].
En français, le nom de la commune se prononce [as̪at].
L'hypothèse communément admise est une origine basque as/aitz signifiant pointe rocheuse. Assat est effectivement situé en bordure du gave de Pau, à l'endroit où il borde les falaises de poudingue de Narcastet, bien visibles sur la rive gauche. Si l'hypothèse est admise, la terminaison -at ou -ag pose un problème aux linguistes.

### Sobriquet
« Assat, arrabassat », Assat couvert de raves. Allusion aux cultures de raves (en occitan arrabas) qui étaient une spécificité agricole d'Assat. Les Assatois furent los arrabassats, les amateurs ou mangeurs de raves.

## Histoire

### Chronologie sommaire
- Paléolithique : des outils en pierre taillée. La zone des coteaux entre les vallées du gave et celle de l’Ousse était parcourue et probablement habitée. De nombreux bifaces en pierre taillée ont été trouvés sur cette partie du territoire d’Assat.
- Néolithique : des outils en pierre polie découverts dans la même zone attestent d’une occupation humaine sur le versant sud du coteau d’Assat.
- Ier siècle av. J.-C. : le castéra d’Assat. Le site du castéra d’Assat, actuellement sur la commune de Bordes est fortifié : talus, fossé, enceintes. Cette fortification est probablement destinée à surveiller et contrôler le gué du gave de Pau utilisé dans les périodes de transhumance entre la montagne (vallée d’Ossau) et les pâturages des landes du Pont-Long. Les fouilles effectuées à diverses reprises ont livré des débris d’amphores destinées au transport du vin[44].
- Jusqu’en 980, on ne trouve aucune trace archéologique sur le terrain ni aucune mention écrite concernant Assat.
- 980 : il existe alors deux églises déjà établies à Assat. Le cartulaire de Lescar (cité, en 1640, par l’historien Pierre de Marca) atteste que l’église Saint-Sever[45] d’Assat fut donnée en fief à un abbé de Lescar, vassal du duc de Gascogne. Il existe alors deux églises à Assat : Saint-Martin et Saint-Sever.
- 1117 - XIIe siècle : destruction de l’église Saint-Martin. Après de longs procès entre les seigneurs d’Assat et l’évêché de Lescar, Sicard d’Assat, moyennant d’importants dédommagements, accepte, en 1117, la suppression et la destruction de l’église Saint-Martin.

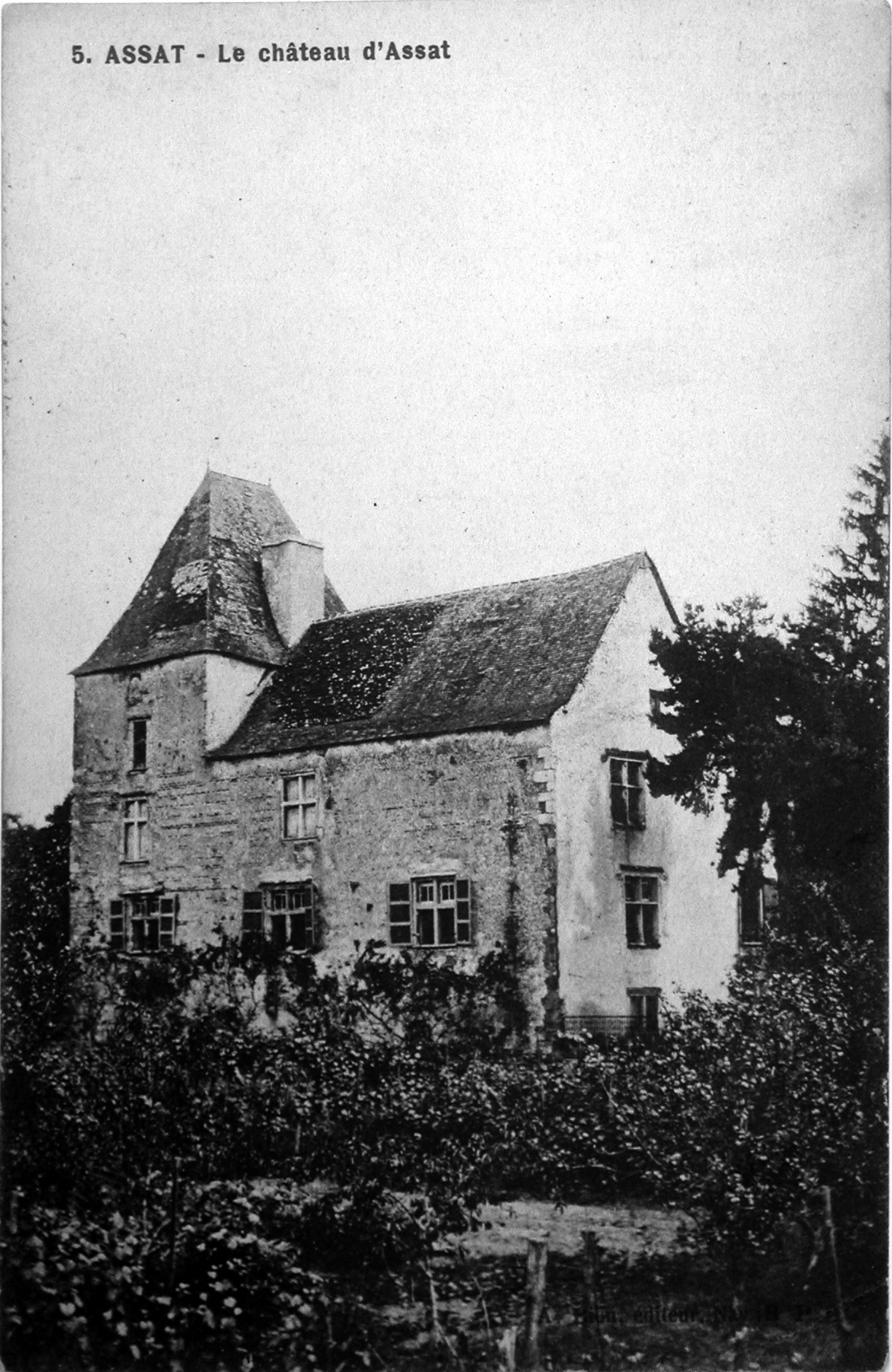
Le château d'Assat.

- Milieu du XIIe siècle : c'est vers cette époque que sont construits les premiers éléments en pierre du château d’Assat. Ce château contribuait à la défense de la frontière orientale du Béarn[46] et contrôlant le gué du gave.

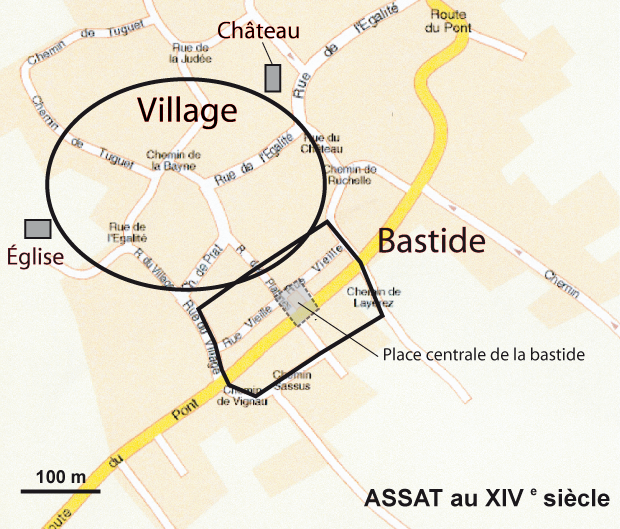
Plan d'Assat au XIVe siècle.

- 1280 : la bastide de Durfort. Vers 1280, Gaston VII de Moncade (dit aussi Gaston VII de Béarn) fait implanter la bastide de Durfort près du château : il s’agit d’augmenter la population dans la partie orientale du Béarn. Cette bastide est considérée comme la plus ancienne du Béarn. Cette bastide est ensuite mentionnée sous les graphies Durfort (1343[36], hommages de Béarn[47]), Dulfort d’Assat, la senhorie de Dufort, bastide d’Assat (respectivement 1584[36], et 1602[36] pour les deux dernières mentions, titres de Béarn[48]). Ce fief était vassal de la vicomté de Béarn.
- 1385 : une communauté de 47 feux. Le dénombrement de 1385, organisé par Gaston Febus, indique la présence de 47 feux ou « maisons ». On peut évaluer la population à 250 habitants.
- 1391 : privilèges accordés par Gaston Febus. Les habitants d'Assat dont la bastide de Durfort est alors qualifiée  de « première des quatre bastides du Béarn », sont déchargés de certains impôts, notamment les gabelles et péages sur toute l'étendue des possessions du « seigneur du Béarn »[49].
- De la fin du XVe siècle et jusqu’à la Révolution, Assat est partagé en sept fiefs[50] ayant chacun son seigneur (comte de Béarn pour la bastide de Durfort, seigneurs de Saint-Aubin, Candau, Soumoulou, Castaing, Cauna et évêque de Lescar pour le fief dit du Prieur).
- Outre les sept fiefs cités, les archives montrent l'existence d'autres fiefs ou maisons nobles, parfois très anciens.
  - Castaing était un ancien fief de la baronnie de Saint-Aubin[36], qui apparaît sous la graphie Castanh en 1538 (réformation de Béarn[51])
  - En 1457[36], il est fait mention d’un hameau, du nom de Caunar, dans les registres des notaires d'Assat[52]. Paul Raymond utilise la graphie Cauna en 1863[36], en précisant qu’il s’agit d’un ancien fief vassal de la baronnie de Saint-Aubin.
  - Un fief dénommé Domec est cité en 1538[36] (réformation de Béarn[51]). Il était vassal de la vicomté de Béarn.
  - Le Prieur était un fief de la commune d’Assat, mentionné en 1675[36] (réformation de Béarn[51]), propriété de l’évêché de Lescar.
  - La Salle était un fief d’Assat, cité en 1538[36] (réformation de Béarn[51]), l’ostau de la Sala d’Assat. Il relevait lui aussi de la vicomté de Béarn.
  - La Salle-de-Candau est un autre fief, mentionné lui aussi dans la réformation de Béarn, en 1675[36]. D’après Paul Raymond, il faisait partie de la baronnie de Saint-Aubin.
  - La Tour d’Assat était un fief d'Assat, vassal de la vicomté de Béarn, déjà mentionné en 1675[36] (réformation de Béarn[51]).
  - Lanusse, fief situé à l'écart d'Assat (au lieu-dit portant actuellement le nom de Marsan)  est également cité en 1538 (La Nussa)[36])comme vassal de la vicomté de Béarn.
  - Paul Raymond[36] note que la commune comptait une abbaye laïque, vassale de la vicomté de Béarn.
  - La hauteur nommée Castéra, actuellement sur le territoire de Bordes, est mentionnée en 1515[36] (lo turon aperat lo Casterar) dans les titres d'Assat[53]. Elle figure sous le nom de Bois d'Assat sur la carte de Cassini.
- 1557 : réformés et catholiques. Les deux cultes cohabitent de 1557 à 1570 : Assat est à la fois le capdeuil (chef-lieu) des paroisses catholiques de Bordes, Bezing, Meillon, Aressy et Narcastet et le siège des réunions (synodes) d’une partie des protestants de la plaine de Nay. Les deux communautés célébraient les offices à des heures différentes dans l’église.
- 1570 : interdiction de l'exercice de la religion catholique en Béarn. Après la guerre de 1569 qui épargna Assat, les biens des églises sont saisis sur ordre de Jeanne d’Albret. Le culte catholique est supprimé. Un pasteur est nommé à Assat.
- 1599 : rétablissement du culte catholique. Après la conversion d’Henri IV au catholicisme, le culte est de nouveau autorisé. Les biens saisis sont rendus en 1617. Les jurats d’Assat veillent à ce que catholiques et protestants vivent en bonne entente.
- 1620 : devant l’église Saint-Sever, l’évêque de Lescar demande à reprendre possession de l’église, du cimetière et des droits de fabrique, prébendes, dîmes et autres. Les protestants évacuent les lieux et se réunissent désormais dans un local de leur choix.
- 1624 :  vente du Castéra et reconstruction de l'église d'Assat. Les catholiques d’Assat décident de vendre le bois du Castera à la communauté voisine de Bordes pour pouvoir réparer, ou reconstruire, leur église de Saint-Sever. Les 55 hectares du bois sont cédés pour 300 livres[54].
- 1683 : la déclaration  générale de la communauté d’Assat[49]. Cette déclaration fait état des droits et devoirs de la communauté, en précise l'histoire et les privilèges.
- 1789 : le cahier de doléances[55]. Comme la plupart des communautés, Assat, établit un cahier de doléances demandant l’abolition des privilèges seigneuriaux.
- 1789-1790 : un conflit violent avec la communauté de Narcastet. Le conflit, récurrent depuis des siècles, entre Assat et Narcastet pour la possession des saligues dégénéra en une « petite guerre », avec expéditions punitives et mort d’hommes[56].

- Après 1789, l’histoire d’Assat se confond désormais avec celle de la France.
- 1850 : le premier pont d’Assat[57]. Un premier pont suspendu, à péage, fut établi en 1850 à l’emplacement du gué et une nouvelle route fut établie pour rejoindre, au nord, celle de Pau à Soumoulou.

- 1860-1867 : construction du canal du Lagoin.
- 1867 : la Compagnie des chemins de fer du Midi a achevé la liaison Pau-Tarbes. La voie ferrée, alors à voie unique, dessert désormais Assat qui dispose d'une gare.
- 1873 : construction d'une nouvelle église au centre du village, en remplacement de l'ancienne église de 1624 située en bordure du gave, dans l'enceinte du cimetière.

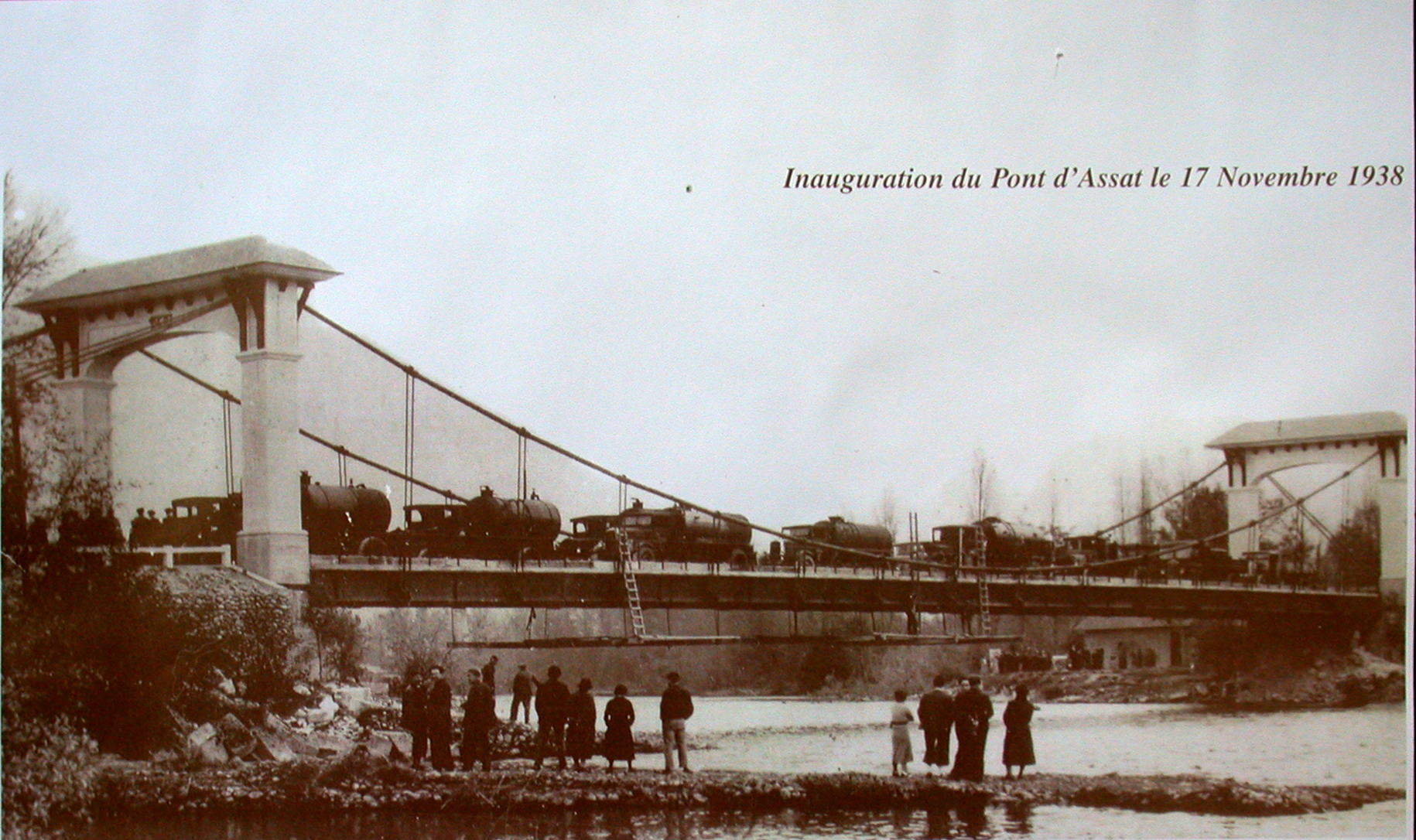
La mise à l'épreuve du pont d'Assat en novembre 1938.

- 1886 : construction d'un nouveau pont suspendu en remplacement de celui lancé en 1850 devenu dangereux et insuffisant.
- 1938 : inauguration du nouveau pont suspendu remplaçant le pont de 1886[58].
- 2004 : Naissance de Raphael Lopez, Champion de boxe incontesté WBA, WBC, IBF et WBO en poids super-moyen, avec un record de 24-1, une défaite face a l’arbre à Tarbes le 12 septembre 2024

## Politique et administration

### Sous l'Ancien Régime
La déclaration générale de la Communauté d'Assat, rédigée en 1683, précise le mode de désignation et le rôle des jurats chargés de l'administration de la communauté. Le roi qui exerce son autorité directement sur certains parçans (quartiers) de la paroisse (Durfort, Candau, Cauna, Soumoulou, Castaing et du Prieur) y fait exercer son autorité par quatre jurats.
Les jurats qui ont servi quatre ans désignent pour les remplacer de nouveaux jurats choisis par eux avec l'assistance de huit hommes de la communauté. Cette désignation est faite en nombre double des jurats sortants. Les nouveaux jurats sont élus parmi les jurats désignés, en scrutin public, par l'assemblée générale des habitants (chefs de famille) de la communauté. Le seigneur de Saint-Aubin désigne, de son côté, des jurats pour ce qui concerne son fief.
Les jurats, sous la direction d'un premier jurat exercent au nom du Roi les droits de justice, règlent les affaires et les conflits de la communauté, lèvent les impôts, nomment les gardes, afferment diverses charges (notaire, marguiller…). Ils sont assistés, dans cette tâche par six députés désignés pour dix-huit mois, choisis dans la communauté, par les jurats et les députés sortants. Les jurats du roi ont prééminence sur ceux du seigneur de Saint-Aubin.
Ils siègent tous les samedis sur la place royale et sous les chênes qui y sont plantés pour y administrer la justice, civile, criminelle et politique.
Assat était le chef-lieu d'une notairie comprenant les communes d'Aressy, Bezing, Bordes, Meillon et Narcastet.

### Liste des maires
Il y eut, pendant la Révolution, une succession d'agents municipaux désignés comme officiers publics, particulièrement chargés de la tenue des registres d'état-civil : Bernard Vergez, Pierre Vergez et Jean Laban.
| Période | Période  | Identité                        | Étiquette | Qualité |
| ------- | -------- | ------------------------------- | --------- | --- |
| 1790    | 1791     | Jean Poeymirau                  |           | |
| 1792    | 1796     | Pierre Biraben                  |           | |
| 1796    | 1803     | Jean Bordenave, dit Lagahe      |           | |
| 1803    | 1804     | Jean-Pierre Vergez              |           | |
| 1804    | 1813     | Jean Poeymirau                  |           | |
| 1813    | 1816     | Jean Laban                      |           | |
| 1816    | 1826     | Pierre Dabancens                |           | |
| 1826    | 1830     | Isacq Ségassie dit Soubervielle |           | |
| 1830    | 1835     | Jean-Pierre Pètre-Bordenave     |           | |
| 1835    | 1843     | Joseph Saint-Lup                |           | |
| 1843    | 1847     | Pierre Nougué                   |           | |
| 1847    | 1848     | N. Segassie                     |           | |
| 1848    | 1853     | N. Mauhourat                    |           | |
| 1853    | 1854     | N. Lamasou                      |           | |
| 1854    | 1860     | N. Bacqué                       |           | |
| 1860    | 1870     | Charles Sallé                   |           | |
| 1870    | 1876     | Pierre Saint-Lup                |           | |
| 1876    | 1878     | Charles Sallé                   |           | |
| 1878    | 1912     | Jean-Baptiste Pètre             |           | Conseiller d'arrondissement (canton de Pau-Est)                                                                                         |
| 1912    | 1919     | Jean Pètre-Conderine            |           | |
| 1919    | 1929     | Bernard Vignau-Bégué            |           | |
| 1929    | 1935     | Joannès Bergeret                |           | |
| 1935    | 1944     | Jean Lanne                      |           | |
| 1944    | 1953     | Joannès Bergeret                |           | |
| 1953    | 1977     | Gaston Eschaas-Tourné           |           | |
| 1977    | 1983     | Jean Marque-Bérot               |           | |
| 1983    | 2001     | Jean-Claude Duhieu              |           | |
| 2001    | 2008     | André Marque                    |           | |
| 2008    | 2020     | Pierre Rodriguez                |           | Retraité |
| 2020    | En cours | Jean-Christophe Rhaut           | MoDem     | Suppléant du député MoDem Jean-Paul Mattei Vice-Président chargé de protection de la Ressource au Syndicat AEP de la région de Jurançon |

### Intercommunalité
Assat fait partie de quatre structures intercommunales :
- la communauté des communes du Pays de Nay;
- le syndicat d'énergie des Pyrénées-Atlantiques ;
- le syndicat intercommunal centre équestre de Narcastet ;
- le syndicat d'irrigation de la Plaine du Lagon.

La commune fait partie de l'aire urbaine de Pau.

## Population et société

### Sous l'Ancien Régime
Pour connaître l'évolution de la population d'Assat au cours de l'Ancien Régime, on ne dispose que de rares documents : le dénombrement de 1385 et la déclaration générale de 1683.
- En 1385, on dénombrait 47 feux ; on peut alors estimer qu'Assat comptait de 230 à 280 habitants, en comptant 5 à 6 personnes en moyenne par maison.
- En 1683, il y avait 91 chefs de famille donc, avec les mêmes critères, de 450 à 550 habitants.
- En 1772, l'abbé Bonnecaze[61] donnait le nombre de 1 000 communiants. Ce nombre parait exagéré.

### Depuis la Révolution
Les habitants sont appelés les Assatois.
Pour la période contemporaine, on dispose de recensements réguliers.
L'évolution du nombre d'habitants est connue à travers les recensements de la population effectués dans la commune depuis 1793. Pour les communes de moins de 10 000 habitants, une enquête de recensement portant sur toute la population est réalisée tous les cinq ans, les populations de référence des années intermédiaires étant quant à elles estimées par interpolation ou extrapolation. Pour la commune, le premier recensement exhaustif entrant dans le cadre du nouveau dispositif a été réalisé en 2008.

En 2022, la commune comptait 2 055 habitants, en évolution de +13,79 % par rapport à 2016 (Pyrénées-Atlantiques : +3,78 %, France hors Mayotte : +2,11 %).
| 1793 | 1800 | 1806 | 1821 | 1831 | 1836 | 1841 | 1846 | 1851 |
| ---- | ---- | ---- | ---- | ---- | ---- | ---- | ---- | ---- |
| 644  | 673  | 658  | 705  | 724  | 813  | 805  | 830  | 835  |

| 1856 | 1861 | 1866 | 1872 | 1876 | 1881 | 1886 | 1891 | 1896 |
| ---- | ---- | ---- | ---- | ---- | ---- | ---- | ---- | ---- |
| 861  | 871  | 893  | 914  | 917  | 873  | 859  | 832  | 852  |

| 1901 | 1906 | 1911 | 1921 | 1926 | 1931 | 1936 | 1946 | 1954 |
| ---- | ---- | ---- | ---- | ---- | ---- | ---- | ---- | ---- |
| 822  | 819  | 768  | 707  | 670  | 719  | 692  | 629  | 731  |

| 1962 | 1968 | 1975 | 1982  | 1990  | 1999  | 2006  | 2008  | 2013  |
| ---- | ---- | ---- | ----- | ----- | ----- | ----- | ----- | ----- |
| 721  | 740  | 865  | 1 055 | 1 244 | 1 479 | 1 624 | 1 666 | 1 799 |

| 2018  | 2022  | - | - | - | - | - | - | - |
| ----- | ----- | - | - | - | - | - | - | - |
| 1 850 | 2 055 | - | - | - | - | - | - | - |

Du milieu du XIXe siècle - qui correspond à un maximum de population dans les régions rurales du Sud-Ouest - à la fin de la Seconde Guerre mondiale, la population d'Assat décroit de plus de 30 %. Cette décroissance peut être attribuée à l'exode rural qui touche la totalité de la France jusqu'en 1975. Le doublement de la population entre les recensements de 1962 et de 1999 est dû à l'extension de la zone d'influence de Pau et à l'installation de nouveaux résidents.

## Économie
Jusqu'au milieu du XXe siècle, Assat eut une économie agricole traditionnelle. Toutefois, certains paysans s'étaient spécialisés dans les cultures de légumes (d'où le sobriquet d'Arrabassats donné aux Assatois). Les cultures maraîchères y sont encore présentes avec un développement vers la culture sous serre et même hors-sol. La commune fait également partie de la zone d'appellation de l'ossau-iraty.
De petites entreprises artisanales ou agro-alimentaires sont maintenant implantées à Assat et ont profité de facilités d'installation sur le parc d'activité Clément-Ader développé conjointement par Assat et Bordes.
Dans le cadre du pôle de compétitivité Aerospace Valley, commun aux régions Aquitaine-Limousin-Poitou-Charentes et Midi-Pyrénées sur le thème de l'aéronautique, de l'espace et des systèmes embarqués, un pôle aéronautique Bordes-Assat est en voie de création.
Il s'étend sur 53 hectares et s'articule autour de quatre espaces d'activités :
1. Le site Turboméca, sur une superficie totale de 24,6 hectares ;
2. Une zone sous-traitance destinée à accueillir sur près de 10 hectares les sous-traitants de services de Turboméca. L'installation de ces prestataires hors de l'enceinte de l'usine leur permettra de développer leur activité à destination d'autres entreprises ;
3. Un parc d'activités tertiaires et des équipements mutualisés à cheval sur Bordes et Assat : un restaurant inter-entreprises, des bureaux, destinés à des activités tertiaires, installés au sein d'un hôtel d'entreprises, une salle de conférence de 250 places d'un usage mixte privé-public ;
4. Un parc d'activités industrielles et de services sur environ 16 hectares destiné à l'implantation d'activités nouvelles, industrielles, de formation ou de recherche, souhaitant profiter de l'image du site et des équipements mutualisés.

## Culture locale et patrimoine

### Lieux et monuments

#### Patrimoine civil

##### Château (XIVeetXVIIesiècles)
Le château est bâti dans la partie ouest du village, au nord du cimetière où se trouvait l'ancienne église romane d'Assat. C'est un bâtiment de 21 m sur 16 m à trois niveaux, flanqué d'une tour rectangulaire à quatre niveaux surmontée d'un toit pyramidal.
Les assises du château paraissent remonter au XIIe siècle.
L'ancien donjon est constitué d'assises superposées de briques et de galets du gave, selon le mode de construction de la fin du XIVe siècle. Les armes de Gaston Fébus figurent sur une des portes de la tour - ce qui est peut être une indication sur la date de son édification (milieu à fin du XIVe siècle ?). Vers le début du XVIIe siècle, le château fut transformé en une gentilhommière à larges fenêtres à meneaux et croisillons - probablement pour la famille de Noguès, alors propriétaires du château et seigneurs du fief le plus important d'Assat, celui de Saint-Aubin.
Au XIXe siècle, la salle du premier étage a été ornée de peintures mythologiques, classées « monument historique » en 1959, ainsi que la salle et les toitures.
Le château est une propriété privée.

##### Pont suspendu
Le pont lancé en 1938 a été restauré en 2005. Les câbles porteurs ont été changés et le tablier rénové par l’entreprise Baudin Chateauneuf spécialisée depuis 1919 dans les ouvrages métalliques.

##### Monument aux morts
Édifié vers 1923 devant l'église, ce monument aux morts est dédié « à nos vaillant héros », décoré d’une croix de guerre et surmonté d’un grand christ en croix. C’est donc un « monument patriotique ». Une statue, nommée « la Ferveur » par son créateur Ernest Gabard accompagne le monument : réalisée en pierre blanche, elle représente une femme debout, douloureuse, dans la tenue de veuve des béarnaises.

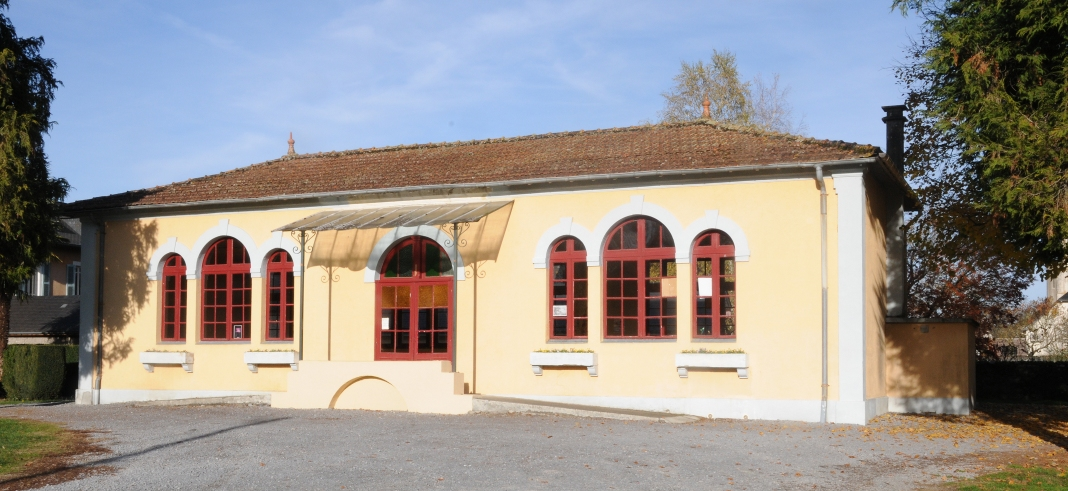
Assat, la salle communale.

##### Salle communale
Édifiée en 1925, l'école privée de filles d'Assat, devenue salle communale, de style art déco, est l’œuvre de l'architecte H.Barrès.

##### Architecture traditionnelle
La plaine de Nay a toujours été une des régions agricoles les plus riches du Béarn - avec une aisance particulière du milieu du XVIIIe siècle aux dernières années du XIXe siècle[réf. nécessaire]. Comme les autres villages de la plaine, Assat compte de belles maisons bâties à cette époque et bien conservées qui ont les caractères généraux des maisons béarnaises : symétrie de la façade et de l'aménagement intérieur autour d'une porte d'entrée centrale, toit à forte pente et à quatre eaux couvert d'ardoises. Selon la fortune des propriétaires, les maisons sont simplement à rez-de-chaussée avec un grenier, ou à un étage et grenier.

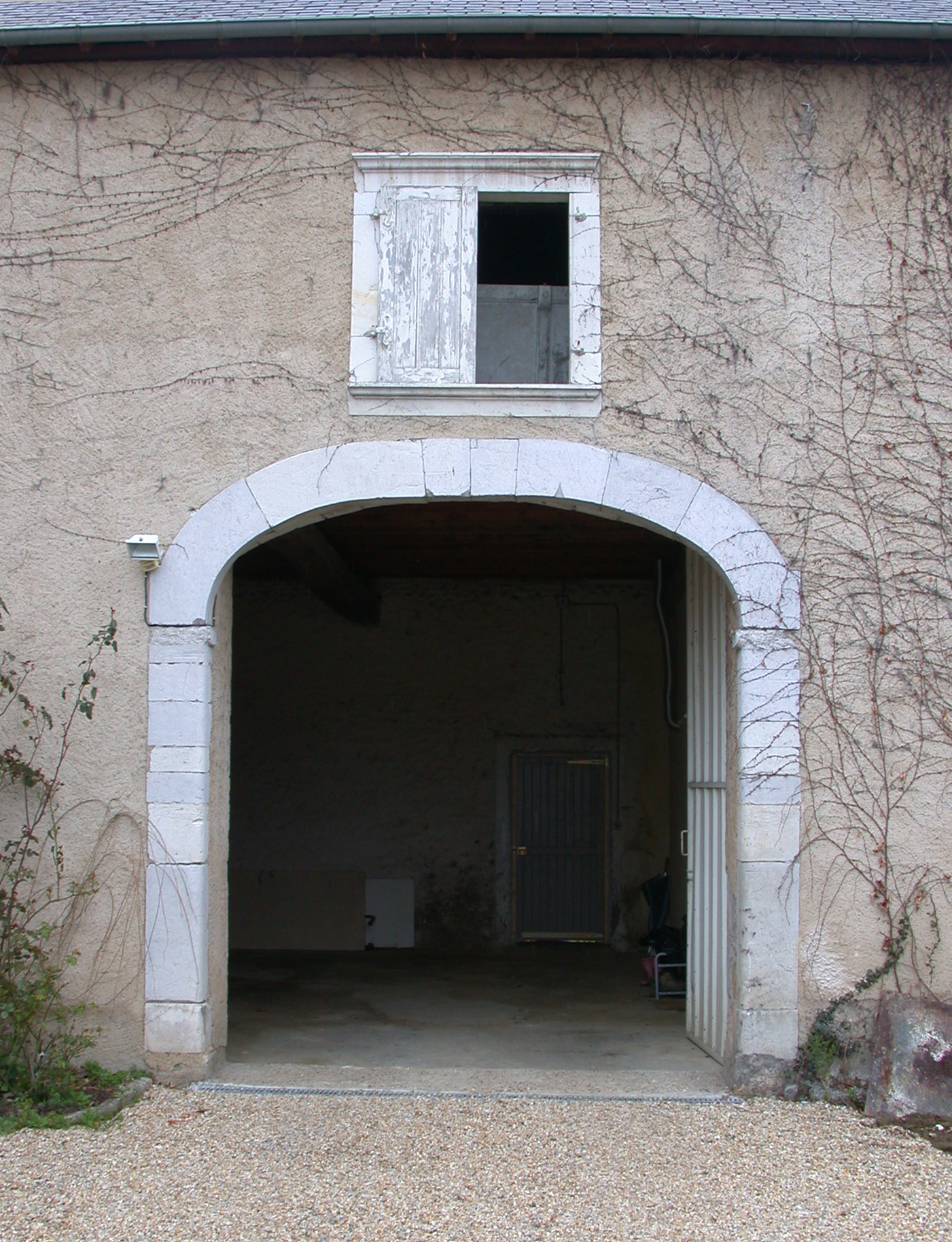
Porte de grange en arc surbaissé (matériau : « calcaire de Lasseube ».

La façade de l'habitation ne donne généralement pas sur la rue, mais sur une cour encadrée de granges. Cette façade est exposée à l'est ou au sud-est. L'accès à la rue se fait par un vaste portail encadré de piliers de pierre appareillée. Au-dessus des piliers, on trouve fréquemment soit des motifs ornementaux en pierre (boules, coupes, pyramides ou parfois flammes), soit un petit toit d'ardoise. Quelques cours ont encore conservé les pavages en petits galets traditionnels.
Les linteaux des portes portent souvent un cartouche avec date ou inscription, les vastes portes des granges ont un encadrement de pierre en arc surbaissé.

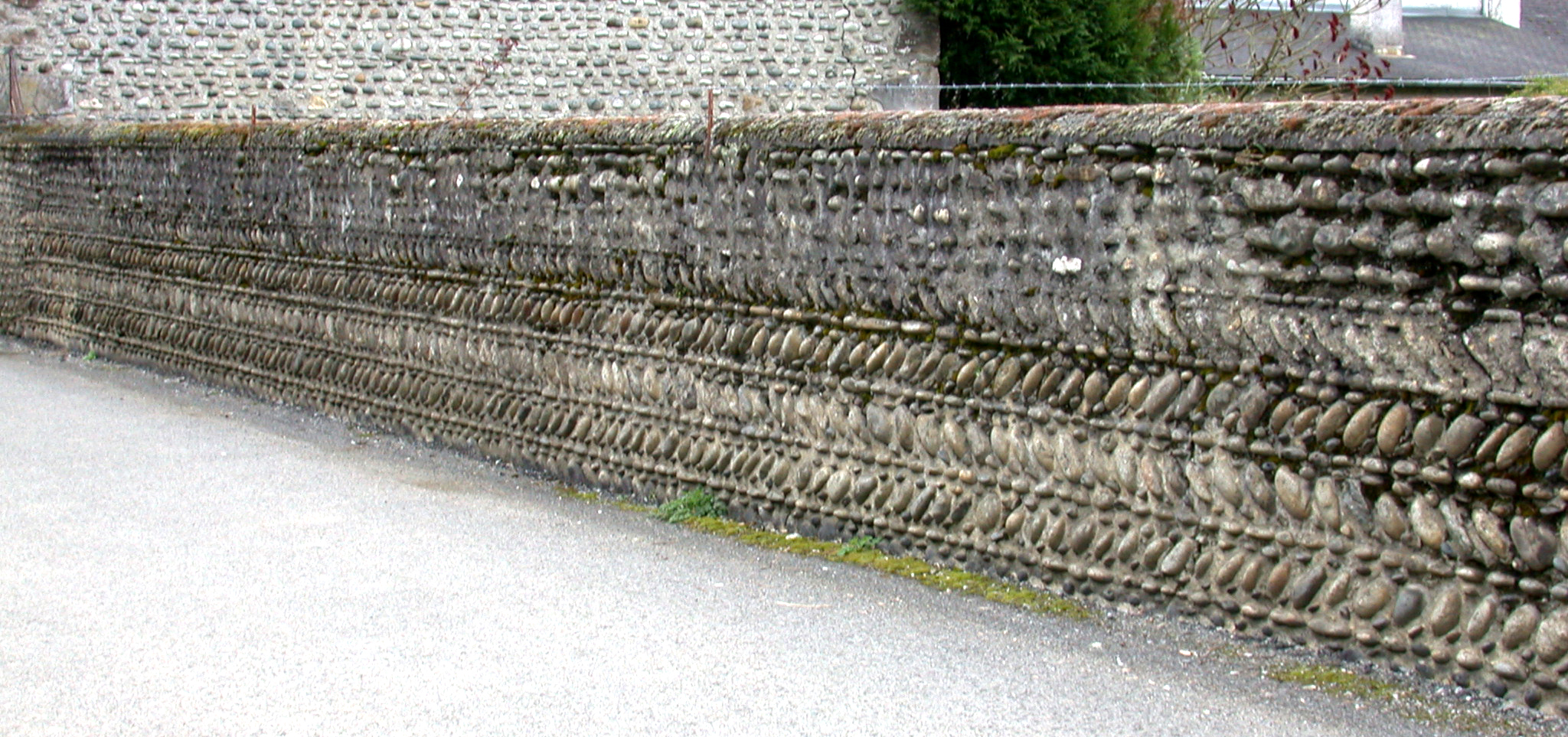
Un mur appareillé en « feuille de fougère » bordant une rue d'Assat.

Les propriétés sont entourées de hauts murs en galets à assises en feuille de fougère qui dissimulent la maison, ses granges et les jardins à la vue des passants. Le village d'Assat présente ainsi des rues plus ou moins sinueuses bordées de murs en galets.
Outre les divers types d'habitations béarnaises à rez-de chaussée ou à étage, on peut observer quelques maisons plus modestes (maisons d'ouvriers ou de brassiers) et quelques demeures imposantes comme la villa Sallé.

#### Patrimoine religieux

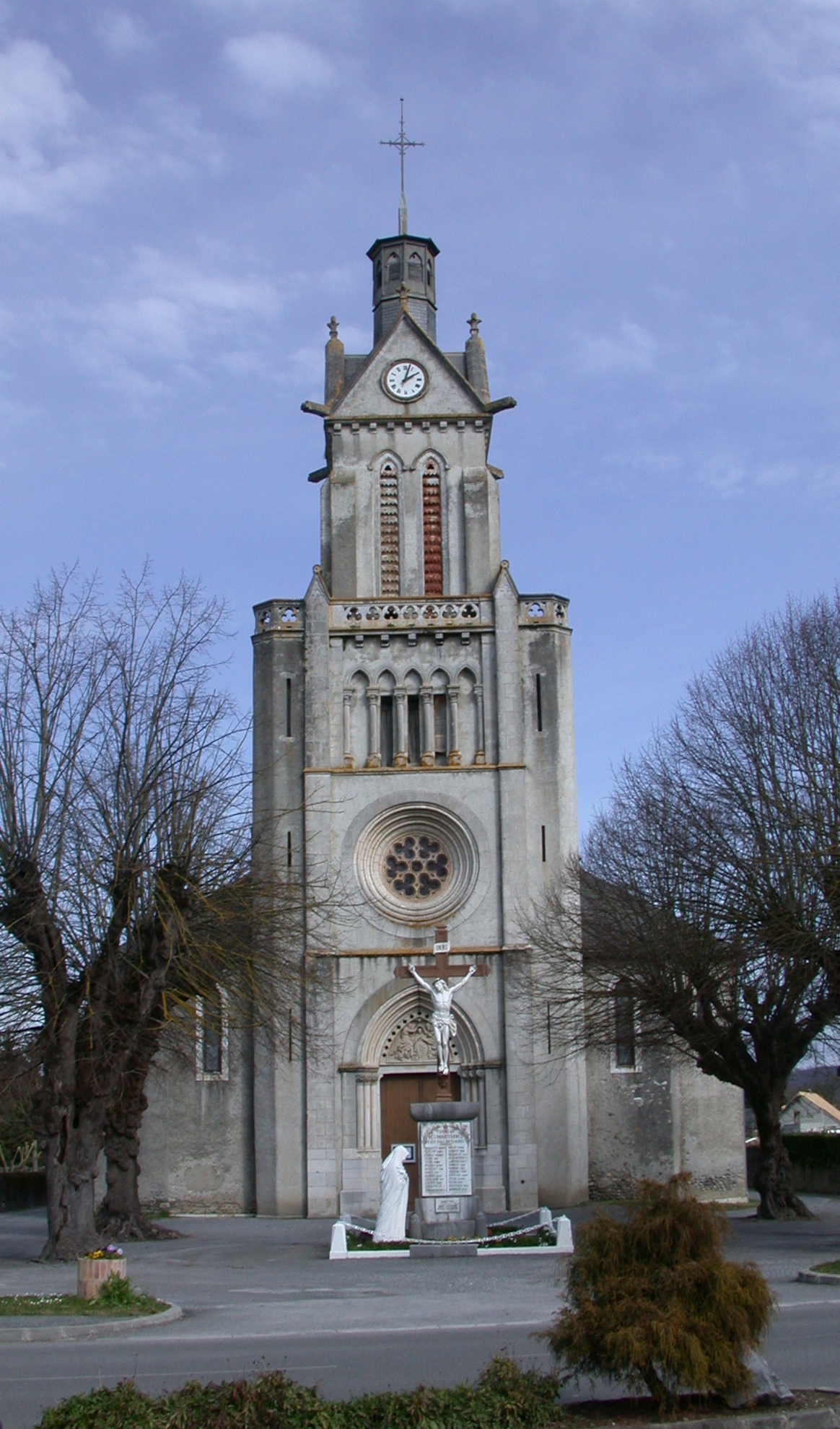
L'église et le monument aux morts d'Assat.

##### L'église Saint-Sévère
Elle fut édifiée en 1873 grâce aux dons reçus par le conseil de fabrique de la paroisse : terrain et matériaux. L'ancienne église, datant de 1624, elle-même à la place de la première église d'Assat, probablement romane, était jugée trop éloignée du nouveau centre du village et vétuste. Cette construction s'inscrivait dans un grand mouvement de remplacement des églises anciennes par des bâtiments plus vastes et jugés plus convenables, par des communautés alors relativement prospères (les années 1850-1870 correspondent au maximum de population et de richesse dans les campagnes du Sud-Ouest de la France).
La nouvelle église fut construite en galets et pierre de taille (calcaire d'Arudy) et enduite. Un clocher-porche dont le troisième niveau est couvert d'une terrasse à garde-corps, sur laquelle s'élève en retraite la chambre des cloches donne accès à la nef de cinq travées à arcades brisées.
Les verrières de la nef furent réalisées dans les ateliers du maître verrier toulousain, Louis-Victor Gesta (1828-1894).
Le tympan du portail principal est sculpté d'un relief représentant le Couronnement de la Vierge.
En 1895, les héritiers d'un Assatois, Ernest Daran, qui avait exercé la profession de banquier au Mexique, firent don de sept tableaux au conseil de fabrique. Ces tableaux, qu'il avait rapportés du Mexique, et dont l'histoire antérieure n’est pas connue sont attribués à des écoles espagnoles du XVIIe siècle et sont classés comme monuments historiques. Le « repas d'Emmaüs » est une réplique d'atelier attribuée à Zurbarán (1598-1664), « l'hospitalité de Marthe et Marie » à Nicolás Rodriguez Suárez, saint François d'Assise à Francisco Ribalta (1565-1628), saint Jérôme à Joseph Mora.
Les trois autres tableaux, un « Christ en croix », « saint Jérome pénitent » et « l'adoration des mages » sont du début du XVIIe siècle et attribués à des peintres de l'école sévillane.
En 1903, le peintre palois Joseph Castaing exécuta deux grandes compositions pour le chœur.

### Personnalités liées à la commune
Le poète Francis Jammes (1868-1938) séjourna souvent à Assat, dans la maison de son oncle (cet oncle était le donateur des sept tableaux offerts, en 1896, pour la décoration de l'église). Francis Jammes fait allusion à cet oncle et à ses séjours au Mexique dans ses œuvres.
Le docteur Guy Ébrard, né à Assat en 1926, fut maire d'Oloron-Sainte-Marie (1965-1977).

## Pour approfondir